# 中之島村
中之島村（なかのしまむら）は、かつて新潟県南魚沼郡にあった村。

## 沿革
- 1901年（明治34年）11月1日 - 南魚沼郡東中島村、西中島村、大木六村、大和村が合併して、中之島村が発足。
- 1956年（昭和31年）9月30日 - 南魚沼郡塩沢町と合併し、塩沢町を新設して消滅。